# 樟南高等學校
樟南高等學校是位於日本鹿兒島縣鹿兒島市的私立高等學校。
其棒球部至今已代表鹿兒島參加全國高等學校棒球錦標賽超過二十次，因此與鹿兒島實業高等學校、鹿兒島市立鹿兒島商業高等學校同樣經常代表鹿兒島出賽的學校被合稱為「鹿兒島御三家」。

## 歷史
學校的歷史可以追溯至1883年由安藤令三郎成立的私塾「博約義塾」，1916年先是改組為實業學校「博約鐵道學校」，1925年更名為「鹿兒島鐵道學校」，1950年配合日本的學制改革成為「鹿兒島鐵道高等學校」，1960年更名為「鹿兒島商工高等學校」，最終在1994年更名為「樟南高等學校」。